# Cannone da 90/53
Die Cannone da 90/53 war eine italienische Flugabwehrkanone des Zweiten Weltkrieges.

## Geschichte
Die Cannone da 90/53 entstand auf Anweisung des italienischen Kriegsministeriums hin, eine Flugabwehrkanone zur Abwehr hochfliegender Flugzeuge zu entwickeln. Als Maßstab galten vor allem die Leistungen der deutschen 8,8-cm-Flugabwehrkanone und des US-amerikanischen 90-mm-Geschützes M1.
Die 90/53 war eine robuste Konstruktion. Zur Stabilität wurde die Waffe auf eine Kreuzlafette gestellt, was einen Seitenrichtbereich von 360° erlaubte. 1087 Stück wurden bestellt; bis zum September 1943, dem Zeitpunkt der Kapitulation Italiens, konnten 539 Geschütze ausgeliefert werden. Die Waffe wurde zumeist zum Schutz von norditalienischen Industriebetrieben eingesetzt. Zum Feuern wurden die Räder abgenommen, wonach die vier Streben auf dem Boden aufsaßen. Das verlieh der Waffe eine außerordentliche Stabilität, schränkte aber ihre Transportfähigkeit ein. Eine schnelle Verladung der Waffe und der Transport in eine neue Feuerstellung war damit stark eingeschränkt. Dies stellte jedoch seltener ein Problem dar, da die Waffe in ihrer Flugabwehrrolle eher stationär gehalten wurde. 48 Stück wurden als Semovente 90/53 auf Panzerchassis montiert, andere wurden auf Lkw installiert.
Die Wehrmacht entwaffnete im September 1943 nach dem Waffenstillstand von Cassibile die italienische Armee („Fall Achse“). Sie erbeutete die 90/53 und verwendete sie bis zum Kriegsende unter der Bezeichnung 9-cm-Flak 309 (i) („i“ für italienisch). Auch Soldaten der British Army erbeuteten in Italien einige dieser Geschütze und verwendeten sie weiter.
Ähnlich wie die deutsche 8,8-cm-Flak erwies sich die 90/53 als eine sehr gute Panzerabwehrkanone. 

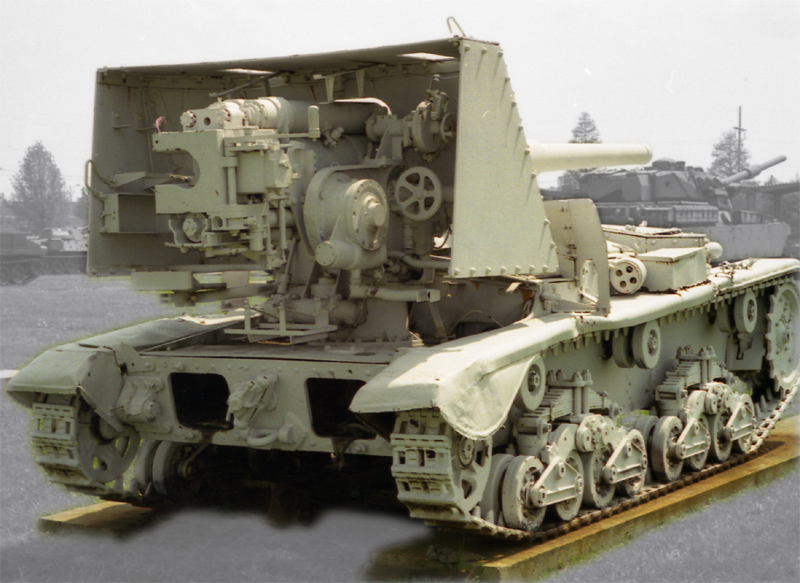
Selbstfahrlafette Semovente 90/53, eine Cannone da 90/53 auf dem Panzerfahrgestell M14/41